# Млађен Вуковић
Млађен Видаков Вуковић ( 19. март 1935, село Премћани, срез Пљеваљски) је друштвено политички радник.
Поред послова у привреди, волонтерски се бавио и друштвено политичким радом. Више пута је обављао дужност секретара ОО СК. 
У два наврата је биран за одборника СО Пљевља. 
Као дијете преживио је многе страхоте Другог свјетског рата, које су посебно погодиле његову ужу и ширу породицу.
Звјерско убиство оца му Видака и браће Данила и Мираша, борца НОР-а, уништавање цјелокупне имовине, паљење куће, пљачкање и тд.
У Премћанима је завршио основну школу, а пола матуру гимназије у Пљевљима.
Средњу техничку школу је завршио у Титограду.
Године 1955. служио је кадровски рок у јединицама гарде.
Радио је у више колектива у Пљевљима, увијек на одговорним радним мјестима.
У СКЈ примљен је 1953. године.
Године 1965. био је члан делегације републике Црне Горе за Титов рођендан и Дан младих.
Два пута је биран за члана општинског комитета СК општине Пљевља, да би у другом мандату 1986-1989. био и предсједник ОК СК Пљевља. Биран је за делегата на 12 конгресу СКЈ. На 13 конгресу СКЈ изабран је за члана ЦК СКЈ.
Након одласка у пензију 1995. године и распадом заједничке државе СФРЈ престао је са свим активностима.
Живи у Пљевљима.